# Азаров Микола Трифонович
Микола Трифонович Азаров (нар. 25 грудня 1936 — ?) — український радянський діяч, шахтар, бригадир комплексної бригади робітників очисного вибою шахти «Постниківська» № 1 тресту «Шахтарськантрацит» комбінату «Артемвугілля» Донецької області. Герой Соціалістичної Праці (29.06.1966). Депутат Верховної Ради УРСР 7—8-го скликань.

## Біографія
Служив на Військово-морському флоті.
З 1950-х років — гірничий робітник, бригадир комплексної бригади робітників очисного вибою шахти «Постниківська» № 1 тресту «Шахтарськантрацит» комбінату «Артемвугілля» (потім — комбінату «Шахтарськантрацит») міста Шахтарська Донецької області.
Член КПРС з 1964 року.
Обирався членом ЦК профспілки вугільників СРСР.
Потім — на пенсії у місті Горлівці Донецької області

## Нагороди
- Герой Соціалістичної Праці (29.06.1966)
- орден Леніна (29.06.1966)
- ордени
- медалі